# Isomerización

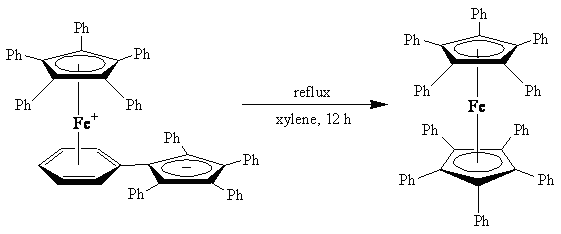
Diagrama que muestra los procesos de la Isomerización.

Se define isomerización como el proceso  químico mediante el cual una molécula es transformada en otra que posee los mismos átomos pero dispuestos de forma distinta. De este modo, se dice que la primera molécula es un isómero de la segunda, y viceversa. En algunos casos y para algunas moléculas, la isomerización puede suceder espontáneamente. De hecho, algunos isómeros poseen aproximadamente la misma energía de enlace, lo que conduce a que se presenten en cantidades más o menos iguales que se interconvierten entre sí. La diferencia de energía existente entre dos isómeros se denomina energía de isomerización. 
Las reacciones de isomerización son comunes en el metabolismo celular. Por ejemplo, los anillos de α-D-ribofuranosa y β-D-ribofuranosa (dos monosacáridos tipo pentosa) solo difieren en el carbono en posición 1, que se denomina carbono anomérico; estos monosacáridos, denominados isómeros anómeros, pueden interconvertirse mediante la enzima mutarrotasa mediante un mecanismo que involucra un intermediario de cadena abierta.